# Głos Prawdy (zespół muzyczny)
Głos Prawdy – polski zespół muzyczny grający muzykę hard rockową, metalową i w nurcie oi!, zaliczany jednak przede wszystkim do sceny Rock Against Communism. Formacja wydała dwa albumy, w 2000 r. i w 2002 r., przy współpracy z Narodową Sceną Rockową (NSR). Jej utwory zamieszczone zostały także w kilku składankach. Kapela pochodzi z Lęborka.

## Historia
Polski zespół Głos Prawdy pochodzi z Lęborka. W czasie swojej działalności formacja wydała dwa albumy muzyczne przy współpracy z Narodową Sceną Rockową (NSR). Jej utwory muzyczne zamieszczone zostały także w kilku składankach. Ponadto grupa stworzyła także projekt muzyczny realizwany pod odrębną nazwą własną Fanatyk, ukierunkowany na rocka chuligańskiego i kibicowskiego, w ramach którego między innymi ukazał się album muzyczny o takim samym tytule jak nazwa formacji – „Fanatyk”.
Przykładowe występy (i zespoły z którymi kapela miała okazję występować, jeśli taka informacja jest dostępna):
- 2001-07-14: Kraków, koncert zorganizowany przez Młodzież Wszechpolską, pozostałe zespoły – Rzeczpospolita Polska Oi!, Twierdza[10]
- 2001-08-04: Leszno, koncert zorganizowany przez Młodzież Wszechpolską, pozostałe zespoły – Rzeczpospolita Polska Oi!, Twierdza[11][12][13]
- 2003-11-11: Opole, klub Epicentrum, koncert na zakończenie uroczystości związanych z Narodowym Świętem Niepodległości, pozostałe zespoły – Irydion, Rzeczpospolita Polska Oi!, Szwadron 97[14][15][16].

Kontrowersje i sprzeciw pewnych środowisk społecznych oraz politycznych, głównie lewackich i neoliberalnych, wobec twórczości narodowej i całej sceny tożsamościowej powodowały często jednak podejmowanie przez nie działań zmierzających do uniemożliwienia prowadzenia działalności i występów zespołu na scenie. Jednym z przykładów udanego sabotowania planowanego koncertu jest niedoszły występ zespołów Twierdza, Głos Prawdy i Szwadron 97, na przełomie XX i XXI wieku, w Słupsku, który został skutecznie zablokowany, między innymi dzięki ostrej nagonce ze strony lokalnych mediów.

## Skład
Członkowie zespołu, ich funkcja oraz instrumenty muzyczne:
- Kuba – basista (gitara basowa)
- Marcin – perkusista (perkusja)
- Radek – wokal
- Wiesiek – gitarzysta (gitara), wokal[18][19][20].

## Twórczość
Twórczość i działalność zespołu powoduje, że jest on zaliczany przede wszystkim do ruchu w muzyce określanego mianem Rock Against Communism (RAC). Postrzegany jest także jako grupa należąca do nurtu „White Power”. Pod względem muzycznym kompozycje prezentowane przez tę formację zaliczane są do gatunku muzycznego jakim jest rock, w szczególności do takich jego nurtów muzycznych jak hard rock, oi!, thrash metal.
W zakresie przekazu płynącego z tekstów utworów muzycznych, to przede wszystkim propagowane są w nich postawy patriotyczne, narodowe, tożsamościowe, nacjonalistyczne i antyliberalne. Poruszane są także problemy społeczne i polityczne, zawarta jest krytyka zjawisk i postaw, które sprzeczne są z poglądami artystów, propagowana jest kontestacja realiów panujących ówcześnie w Polsce. Nie brakuje wezwań do walki o ojczyznę oraz walki ze zjawiskami, na które zdaniem muzyków nie powinno być przyzwolenia. Wobec spraw wyznaniowych, mimo że zespół zaliczany jest do nurtu narodowo-katolickiego, w przekazanie dostrzec można w tym zakresie pewną neutralność, dystans.
Niektóre utwory zespół nagrywa i publikuje w języku angielskim.
W swoim repertuarze kapela ma także covery utworów rosyjskiego, nacjonalistycznego zespołu Kołowrat, we własnych aranżacjach, które znalazły się na składankach poświęconych tej grupie muzycznej.

## Dyskografia

### Dyskografia zespołu
Albumy muzyczne zespołu Głos Prawdy:
- „Walcz o swój kraj”: 2000 r., wydawca – Narodowa Scena Rockowa / NSR[22][24][36][37][38][39]:
  - nośnik danych – jedna kaseta magnetofonowa (identyfikator albumu – NSR 023, N.S.R. 023)[37]
  - nośnik danych – jedna płyta kompaktowa (identyfikator albumu – NSR CD006)[38]
- „W objęciach systemu”: 2002 r., wydawca – Narodowa Scena Rockowa / NSR[23][25][32][40][41][42]:
  - nośnik danych – jedna kaseta magnetofonowa (identyfikator albumu – brak)[41]
  - nośnik danych – jedna płyta kompaktowa (identyfikator albumu – NSR CD 008)[42].

### Składanki
Składanki, kompilacje, w ramach których zamieszczono minimum jeden utwór muzyczny zespołu Głos Prawdy:
- „Hate Rock”: 1999 r., wydawca – Narodowa Scena Rockowa / NSR (identyfikator albumu – NSR CD002), nośnik danych – jedna płyta kompaktowa[43][44][45]
- „Pro Patria Vol. 3”, brak informacji o dacie lub roku jego wydania, wydawca – Narodowa Scena Rockowa / NSR (identyfikator albumu – NSR 031), nośnik danych – jedna kaseta magnetofonowa[46]
- „Głos Słowiańskiej Dumy Vol.II”: 2003 r., wydawca – RAC Magazine (identyfikator albumu – r.a.c.002, rac 002), nośnik danych – jedna płyta kompaktowa[47][48]
- „Коловрат Над Всем Миром - Трибьют - Часть 1”: 2005 r., wydawca – Коловрат НС Рекордс (identyfikator albumu – brak), kraj wydania – Rosja, nośnik danych – jedna płyta kompaktowa[34]
- „Kolovrat Above The Whole World - International Tribute To Kolovrat”: 2018 r., Not On Label, kraj wydania – Rosja, nośnik danych – trzy płyty kompaktowe[35]
- „Pro Patria”: 2020;r., wydawca – Narodowa Scena Rockowa / NSR (identyfikator albumu – brak), nośnik danych – jedna płyta kompaktowa[49].

## Odbiór, opinie i kontrowersje
Niektórzy komentarzy twórczości zespołu, patrząc na nią wyłączenie pod kątem czysto muzycznym, wyrażają pogląd, iż kapela prezentuje się bardzo dobrze, grając przy tym rocka w odmianie bardzo ciężkiej, a mimo to bardzo dynamicznie. Zespół kojarzony jest silnie z subkulturą skinhead. Ze względu na twórczość, działalność i postawę grupy kapela zaliczana jest także do nurtu narodowo-katolickiego podzielnej sceny muzycznej skinhead i środowisk narodowo-patriotycznych. Przy czym wiązany jest między innymi z organizacją „Młodzież Wszechpolska”, gdyż był zapraszany na koncerty organizowane przez to ugrupowanie. Ponadto kojarzony bywa ze sceną skrajnie prawicową i antysemicką, a nawet, zdecydowanie niesłusznie, ze sceną neofaszystowską. Należy jednak pamiętać, że to ostanie z oskarżeń, najczęściej pada ze strony osób i organizacji związanych ze skrajną lewicą oraz radykalnych organizacji antyfaszystowskich. Inni publicyści jednak dostrzegają ewidentną różnicę jasno oddzielając ten i podobne zespoły od odłamu nazi-skiheads, bowiem uwzględniają istnienie podziału sceny na trzy zasadnicze frakcje, a co zresztą znajduje potwierdzenie także w postawach samych muzyków, którzy odcinają się od neonazizmu.